# California Palace of the Legion of Honor
Il California Palace of the Legion of Honor (o detto localmente anche solo The Legion of Honor) è un museo di San Francisco, California, situato in un punto panoramico del Lincoln Park.
Conserva oggi le collezioni di arte europea dall'antichità ai primi anni del XX secolo del Fine Arts Museums di San Francisco, dopo un riordino delle raccolte cittadine col M. H. de Young Memorial Museum (dove oggi si trovano le collezioni di arte precolombiana, americana, africana, oceanica e contemporanea).
Tra i più importanti artisti ospitati spiccano El Greco, Le Brun, Rubens, Rembrandt, David, Courbet, Monet, Degas, Renoir, Manet, Pissarro, Cézanne, Gauguin, Van Gogh, Picasso, Salvador Dalí, Matisse, ecc.

## Storia
L'edificio della Legion d'Onore, ispirato a quello parigino (l'Hôtel de Salm), venne donato da Alma de Bretteville Spreckels, moglie del magnate dello zucchero e allevatore di cavalli purosangue Adolph B. Spreckels, per commemorare i seicento soldati californiani morti in Francia durante la prima guerra mondiale. Fu completato nel 1924.
Nel 2005 ottenne dal De Young Memorial Museum molti pezzi importanti di arte europea, per effetto di un riordino delle collezioni cittadine.

## Collezioni
Le collezioni della Legion of Honor abbracciano seimila anni di storia. Al piano interrato si trovano vetrine archeologiche con reperti cinesi, egizi, mesopotamici, greci, etruschi e romani, oltre a una sala della ceramica dal Rinascimento all'Ottocento. Il piano terra conserva le opere d'arte di pittura e scultura, oltre a vari esempi di arti applicate come il mobilio, il mosaico, ecc. Una stanza espone a rotazione pezzi della collezione di arti grafiche.
Notevole è la collezione di bronzi di Auguste Rodin.

## Le opere maggiori
Beato Angelico
- Incontro tra san Domenico e san Francesco, 1426-1428 circa

Cima da Conegliano
- Madonna col Bambino

Cesare da Sesto
- Pala dei Genovesi, dipinto raffigurante San Giorgio, opera proveniente dall'Oratorio di San Giorgio dei Genovesi della primitiva chiesa di San Domenico di Messina.[1]

John Singer Sargent
- A Dinner Table at Night, 1884

Georges-Pierre Seurat
- La Tour Eiffel, 1889